# Zajatci Pardálí soutěsky
Zajatci Pardálí soutěsky (1956, Пленники Барсова ущелья, arménsky Hovazadzori gerinere) je dobrodružný román pro mládež arménského sovětského spisovatele Vachtanga Ananjana o skupině pionýrů, kteří při své cestě z kolchozní farmy uváznou pro nenadálý příchod zimy v soutěsce kavkazských hor.

## Obsah románu
Skupina pěti dětí se vrací do vesnice Ajgedzor z horského letního stanoviště mléčné kolchozní farmy, kde se byli podívat na telata, nad nimiž mají jako pionýři patronát. Jsou to chlapci Ašot, Gagik, Sargis a Haso a dívka Šušik. Na cestě je provází chytrý Hasův pes Benjach. Ašot, syn lovce Arama, má autoritářské sklony a dosti se vychloubá, Gagik je věčný šprýmař, egoistický Sargis je synem úplatného kolchozního skladníka Parujra, který je ve vesnici považován za velmi vlivného člověka, Haso je synem pastýře a Šušik dcerou dojičky.
Díky v podstatě hloupému nápadu Ašota se všichni místo do vesnice vydají do Pardálí soutěsky, kam se odvažují jen dospělí lovci, kteří vědí jak přežít v divočině. Nečekaně však začne padat sníh a cestu zpátky dětem zatarasí lavina. Jsou odříznuty od světa, musí se starat o potravu a vyrábět si věci denní potřeby. Bydlí v jeskyni, mnohokrát se octnou v nebezpečí, musí bojovat se šelmami. Neohrožují je však jen zvířata, ale také nemoc, která postihne Šušik, a úrazy. Pes Benjach zahyne při boji s pardálem.
Ašot se stane vedoucím skupiny, ale brzy pozná, co to znamená velet nesourodé skupině lidí, když nemá přirozenou autoritu a má sklony se předvádět. Děti jsou s jeho vedením nespokojeny a uspořádají proto volby, ve kterých zvítězí Haso. Ašot je uražen (jediný hlas si dal on sám), ale s novou skutečností se nakonec smíří.
Po dvou měsících pobytu v Pardálí soutěsce jsou děti konečně objeveny záchrannou výpravou dospělých z vesnice. Jak autor zdůrazňuje, jen soudržnost pionýrského kolektivu pomohla dětem obstát v tvrdé zkoušce a umožnila jim charakterově vyrůst.

## Filmové adaptace
- Zajatci Pardálí soutěsky (1957, Пленники Барсова ущелья), sovětský film, režie Jurij Erzinkan.

## Česká vydání
- Zajatci Pardálí soutěsky, SNDK, Praha 1959, přeložil Jaromír Jedlička, znovu Albatros, Praha 1974 a 1988.